# Kautenbach (Mosel, Ensch)
Der Kautenbach ist ein linker Nebenfluss der Mosel, der östlich des Hummelsbergs entspringt und nach 3,5 km in Ensch mündet. Das Wassereinzugsgebiet beträgt 3,5 km².